# Neoharriotta
Neoharriotta är ett släkte av broskfiskar. Neoharriotta ingår i familjen Rhinochimaeridae.
Arterna har en långsmal kropp som blir särskild smal vid stjärten och stjärtfenan minskar till ett utskott som liknar en piska i utseende. Även nosen är smal och den har inga utskott (knölar). Mellan analfenan och stjärtfenans lägre del förekommer en tydlig klaff. De flesta släktmedlemmar är ljusbruna, mörkbruna eller gråaktiga. Några exemplar har ett spräckligt utseende.
Arter enligt Catalogue of Life:
- Neoharriotta carri
- Neoharriotta pinnata
- Neoharriotta pumila